# Pied par seconde
Pour les articles homonymes, voir FPS.
Le pied par seconde (en anglais, feet per second ou FPS) est une unité de vitesse (scalaire) et de vecteur vitesse. Elle exprime la distance en pieds, divisé par le temps en secondes.
Cette unité s'abrège ft/s, p/s (ou ft/sec et fps dans le monde anglo-saxon). La notation scientifique ft⋅s-1 est rarement utilisée.

## Conversions
1 pied par seconde est l'équivalent de :
- 0,3048 mètre par seconde (mesure exacte)
- ≈ 0,6818 mille par heure (mesure approximative)
- = 1,097 28 kilomètre par heure (mesure exacte)

Autres conversions :
- 1 mètre par seconde ≈ 3,280 8 pieds par seconde (mesure approximative)
- 1 mille par heure ≈ 1,466 7 pied par seconde (mesure approximative)
- 1 kilomètre par heure ≈ 0,911 3 pied par seconde (mesure approximative)